# Cryptops sublitoralis
Cryptops sublitoralis är en mångfotingart som beskrevs av Karl Wilhelm Verhoeff 1931. Cryptops sublitoralis ingår i släktet Cryptops och familjen Cryptopidae.
Artens utbredningsområde är Frankrike. Inga underarter finns listade i Catalogue of Life.